# 草莓冰淇淋
草莓冰淇淋（英語：Strawberry ice cream）是以新鮮的草莓或草莓香料與雞蛋、鮮奶油、香莢蘭和食糖混合製成的冰淇淋口味。大多數草莓冰淇淋是粉红色或淡红色，草莓冰淇淋至少可追溯到1813年詹姆斯·麦迪逊第二次總統就職典禮的時候。草莓冰淇淋也是那不勒斯冰淇淋三種口味裡的其中一種。

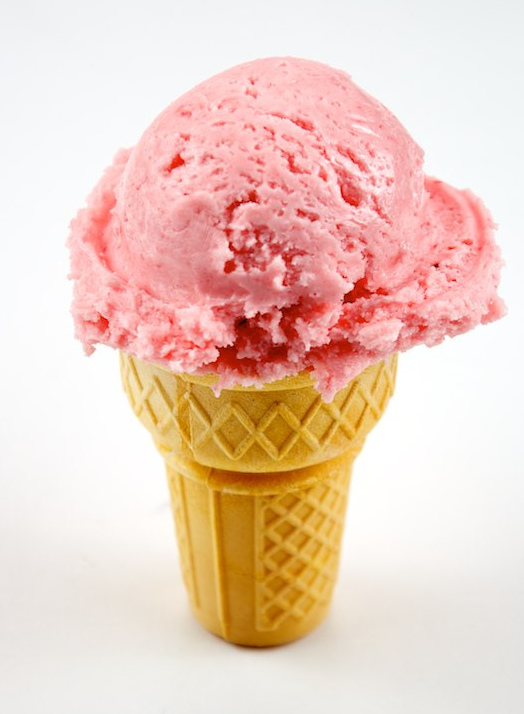
一支草莓甜筒
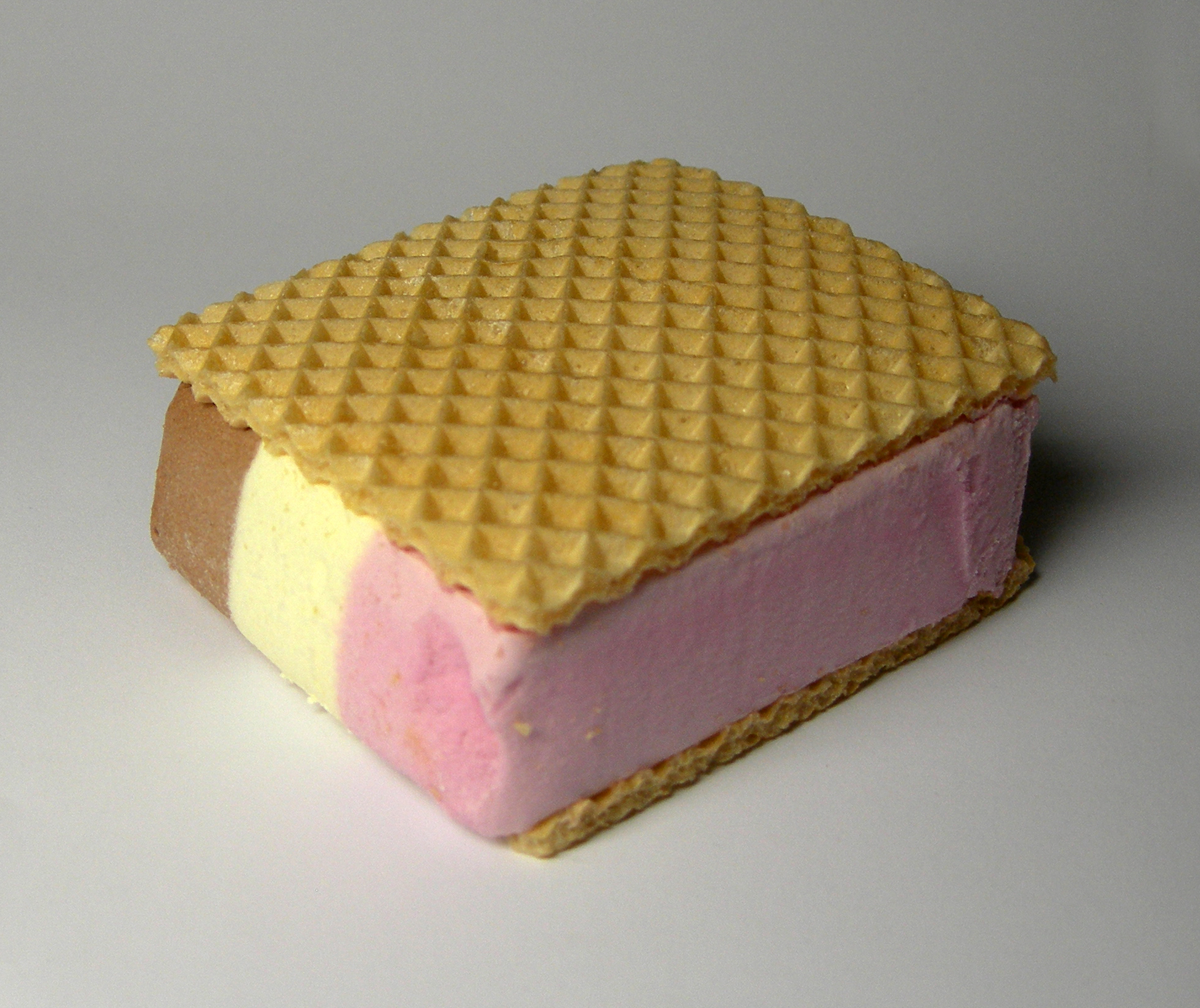
那不勒斯冰淇淋三明治（英语：Ice cream sandwich）